# Vincent Mannaert
Vincent Mannaert, né le 8 octobre 1974 à Opwijk, est directeur technique national auprès de la fédération royale belge de football depuis le 1er décembre 2024. Il est également un ancien footballeur belge, qui a joué en 2e et 3e divisions nationales.

## Carrière
Pendant ses études Vincent Mannaert joue au football à un bon niveau : après une formation acquise notamment au RSC Anderlecht, il évolue jusqu'en Division 2 à l'Eendracht Alost. Il met finalement un terme à sa carrière de footballeur pour se consacrer à ses études.
Après des études de Droit, Vincent Mannaert entame sa carrière comme agent de joueur. Il travaille notamment avec les entraîneurs Trond Sollied et Jan Ceulemans, et ses anciens équipiers Gilles De Bilde et Yves Vanderhaeghe. Par la suite, il connait différentes expériences dans le monde de l'entreprise chez Balie, KBC et Hudson.

### Zulte Waregem
En janvier 2007, Mannaert est engagé par Willy Naessens, le président du SV Zulte-Waregem comme directeur général. Le club avait remporté quelques mois plus tôt la coupe de Belgique et disputé la coupe d'Europe. En 2010, Francky Dury quitte Zulte pour La Gantoise. Mannaert choisit Bart De Roover mais ce choix ne s'avère pas concluant et De Roover est licencié quelques mois plus tard. Mannart propose de le remplacer par Emilio Ferrera mais le président préfère un profil plus expérimenté et engage Hugo Broos.

### Club Bruges KV
En janvier 2011, Mannaert s'engage avec le Club Bruges KV. Il devient directeur général. Filips Dhondt fait le trajet inverse et quitte Bruges pour Zulte-Waregem. L'arrivée de Mannaert fait partie d'un grand plan de transformation au niveau de la direction du club. Le président Pol Jonckheere est remplacé par Bart Verhaeghe, le directeur sportif Luc Devroe est remercié et remplacé par Henk Mariman et Sven Vermant. Cette transformation est pour objectif de moderniser le club.
Mais cette (r)évolution au sein du club a également suscité des critiques. Le conseil d'administration de La Gantoise, par exemple, est furieux lorsqu'il a appris que Mannaert avait approché Francky Dury, alors entraîneur de La Gantoise, en avril 2011. Tout semblait indiquer que Dury allait succéder à Adrie Koster au Club Bruges KV en fin de saison. Les supporters de Bruges ont alors scandé le nom de Koster lors du dernier match de la saison et ont clairement indiqué que Dury n'était pas le bienvenu. Le conseil d'administration du Club a finalement décidé de continuer avec Koster, Dury a été mis à la porte de Gand et est finalement devenu directeur technique de l'Union belge de football. Quelques mois plus tard, après quatre défaites et contre la volonté de nombreux supporters, Koster a finalement été mis à la porte.
Le nouveau conseil d'administration du Club Brugge s'est également heurté au Standard de Liège. Le manager Pierre François est agacé par la politique de transfert du club de Flandre occidentale. Alors que le club veut recruter Mémé Tchité en août 2011, il a d'abord contacté le joueur à la place du club. En mai 2012, Mannaert et le président Bart Verhaeghe recrutent l'entraîneur national, Georges Leekens. Leur approche récolte de nouveau de nombreuses critiques.
Cependant, l'arrivée de Mannaert a également créé une nouvelle dynamique à Bruges. En septembre 2013, Michel Preud'homme devient l'entraîneur du Club Bruges KV. En 2015, Mannaert remporte son premier prix avec les Blauw-Zwart, la coupe de Belgique. La dernière victoire du Club Bruges KV en coupe remontait déjà à 2007. Le plus grand triomphe de Mannaert au Club jusqu'alors a eu lieu le 15 mai 2016 : onze ans après avoir remporté le dernier titre belge, le Club Bruges KV est redevenu champion sous la direction de Michel Preud'homme avec une victoire retentissante quatre buts à zéro contre son grand rival, le RSC Anderlecht. En 2017, Mannaert choisit Ivan Leko comme entraîneur du club et remporte le titre belge en 2018, le deuxième sous le régime Mannaert-Verhaeghe.
En juin 2019, Philippe Clement fait son retour au club comme entraîneur. Le club inaugure également son nouveau centre d'entraînement à Knokke.
En avril 2024, Mannaert quitte le Club Bruges KV. Il quitte son poste de directeur général et se retire du conseil d'administration. Il vend ses actions au président Bart Verhaeghe pour, se chuchote-t-il, plusieurs millions d'euros.

### Fédération royale belge de football
À l'automne 2024, Mannaert est recruté par la fédération royale belge de football en tant que directeur technique pour remplacer Franky Vercauteren, dont le contrat expire à la fin de l'année. Peu de temps auparavant, il se présente également et ambitionne le poste de CEO, mais cela n'aboutit pas. Mannaert devient responsable du football masculin au sein de la RBFA du 1er décembre 2024 jusqu'à la Coupe du monde 2026.